# Футболіст року в Німеччині
Футболіст року в Німеччині (нім. Fußballer des Jahres) — щорічний титул, яким нагороджують з 1960 року найкращого гравця сезону. Футболіст року обирається членами асоціації Німецьких спортивних журналістів (VDS) разом із журналістами спортивного журналу Kicker. Кандидатом на нагороду можуть бути усі німецькі гравці, а також іноземці, що виступають у Бундеслізі.

## Історія
Премія вручається з 1960 року і першим лауреатом став Уве Зеелер. Першим легіонером, що здобув трофей, став бразилець Аїлтон, який отримав її 2004 року. З тих пір ще чотири іноземних гравці отримали цей титул.
Рекордсменом за кількістю нагород став Франц Беккенбауер, який в загальній складності тріумфував чотири рази (1966, 1968, 1974, 1976). При цьому першу нагороду він отримав лише у 20 років ставши наймолодшим гравцем, якому ця честь була надана, а остання нагорода, надана аж через 10 років, дозволила йому також встановити рекорд за найдовшим інтервалом між першою та останньою премією. Міхаель Баллак, Зепп Маєр і Уве Зеелер здобували цей трофей по три рази. Ганс Тільковскі в 1965 році став першим воротарем, що був визнаний найкращим гравцем.
Найстаршим футболістом року став Лотар Маттеус, якому під час свого другого нагородження було 38 років. Перший німець, що виступав за кордоном, отримав нагороду в 1985 році, це був Ганс-Петер Брігель.
Франц Беккенбауер (1976), Карл-Гайнц Румменігге (1980), Лотар Маттеус (1990) і Маттіас Заммер (1996) були в тому ж році як здобули звання найкращого німецького футболіста, здобували також і «Золотий м'яч» європейського футболіста року. Юрген Клінсманн також став єдиним гравцем, який крім звання найкращого гравця Німеччини (1988 і 1994), отримав його також і в іншій країні, Англії, у 1995 році. Натомість велика кількість німецьких гравців так і не отримували статус найкращого гравця своєї країни, але здобував цей титул за кордоном, зокрема Андреас Бреме в 1989 році в Італії, Берт Траутманн в Англії (1956), Улі Штіліке (1979—1982) і Бернд Шустер (1985, 1991) в Іспанії, Йорг Альбертц в Китаї (2003), Штеффен Гофманн (2004—2006, 2008—2011) і Александер Ціклер (2006, 2007) в Австрії і Томас Бройх (2012, 2014) в Австралії були названі найкращими футболістами року.

## Список лауреатів

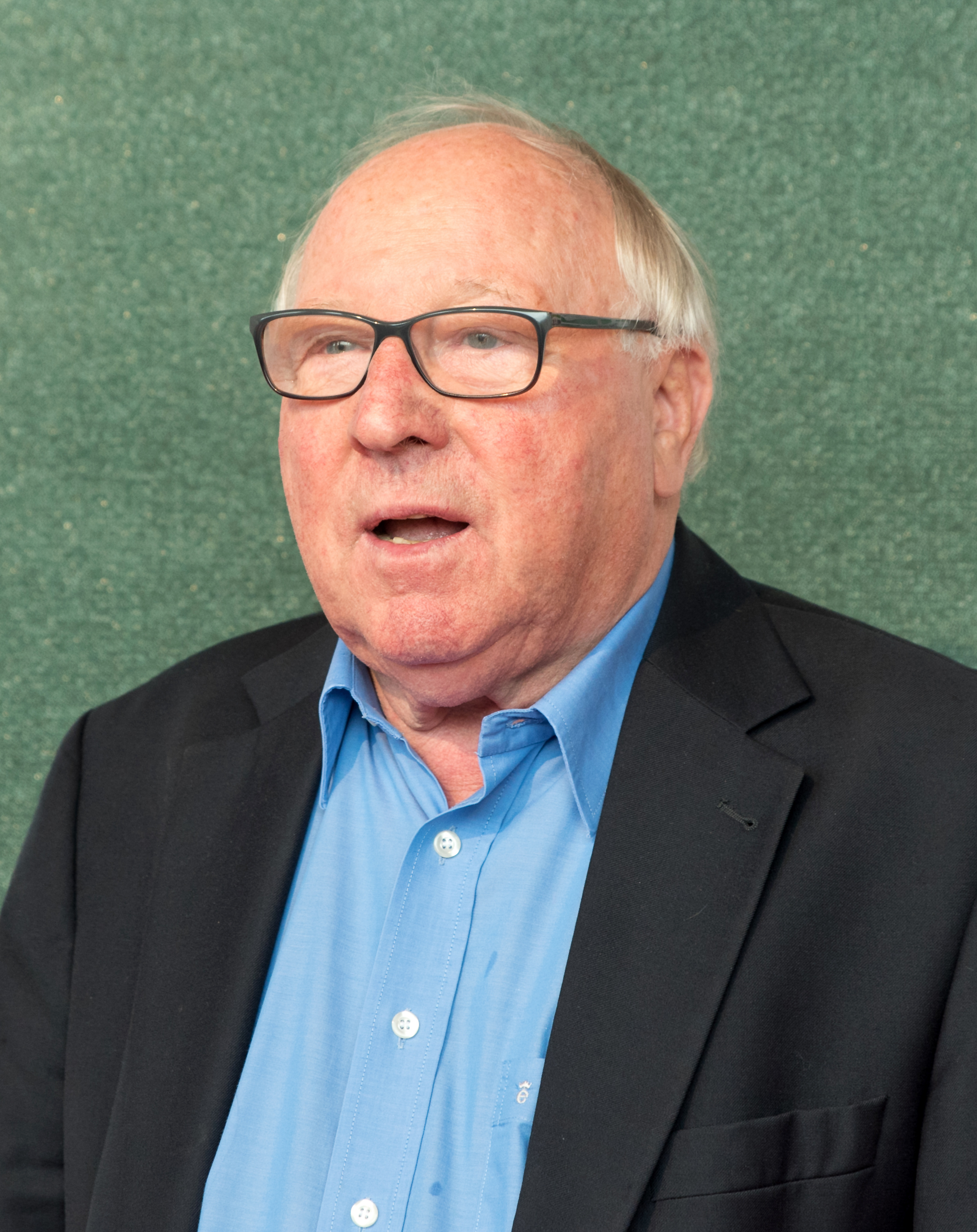
Уве Зеелер — перший лауреат, який за кар'єри був нагороджений тричі.

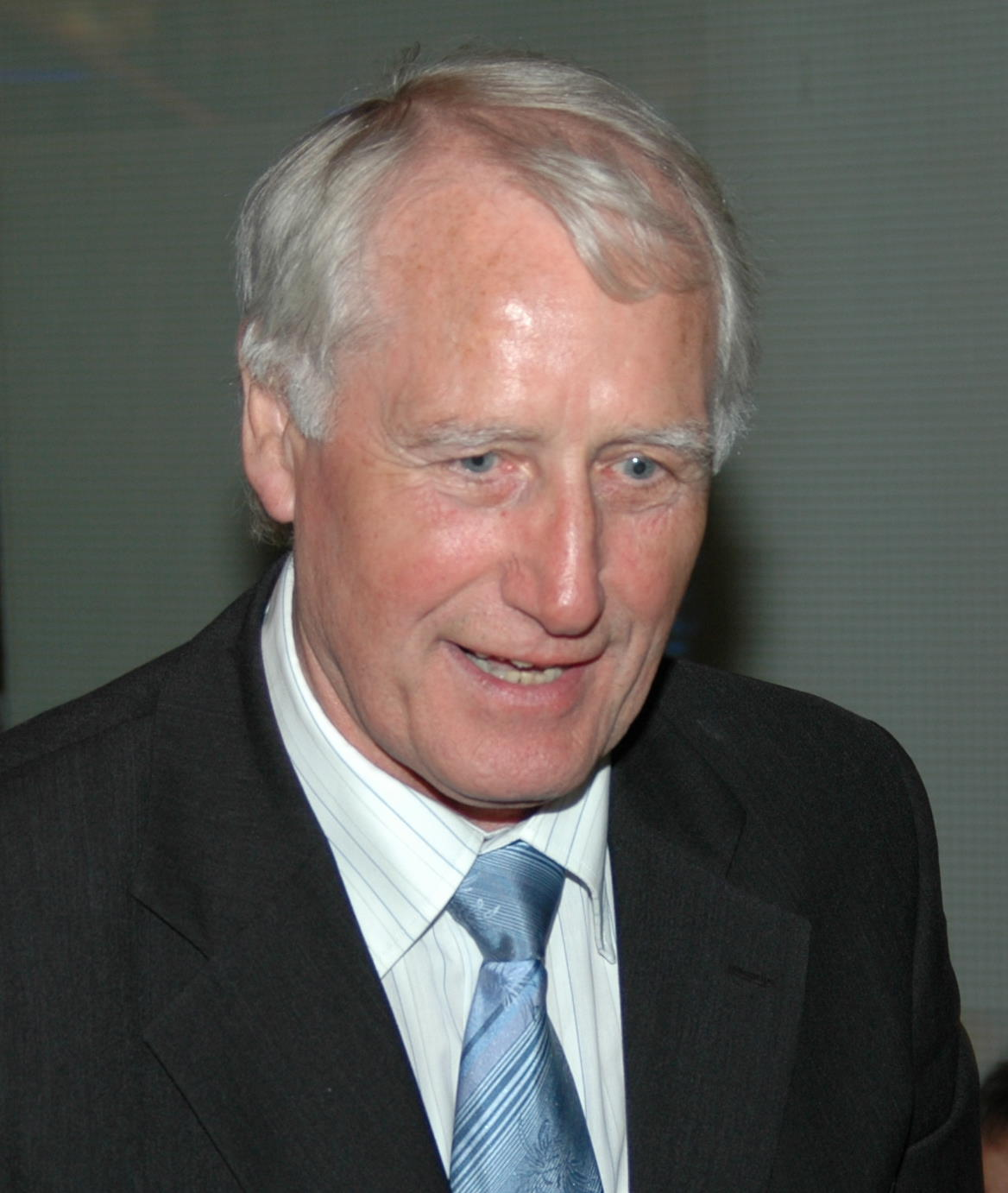
Ганс Тільковскі — перший воротар-лауреат премії

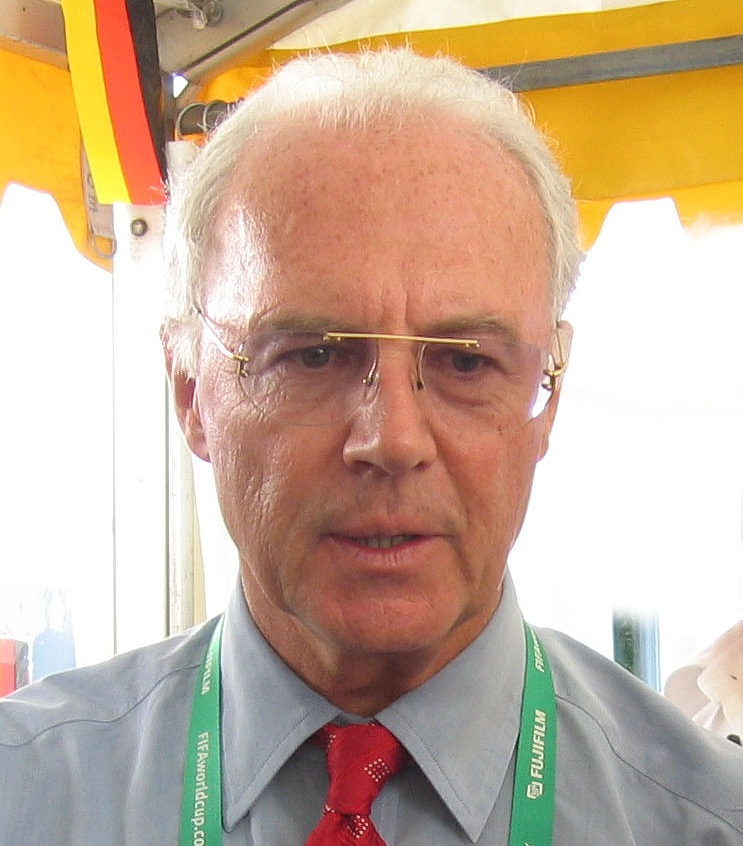
Франц Беккенбауер — рекордсмен з чотирма нагородами.

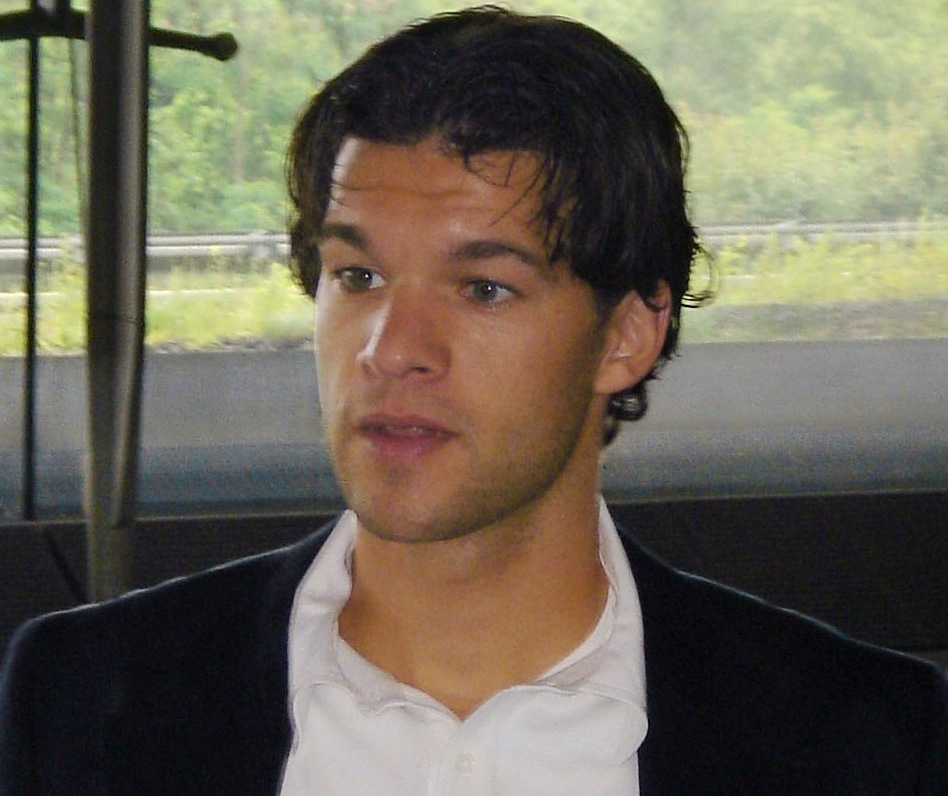
Міхаель Баллак — тричі найкращий футболістом року.

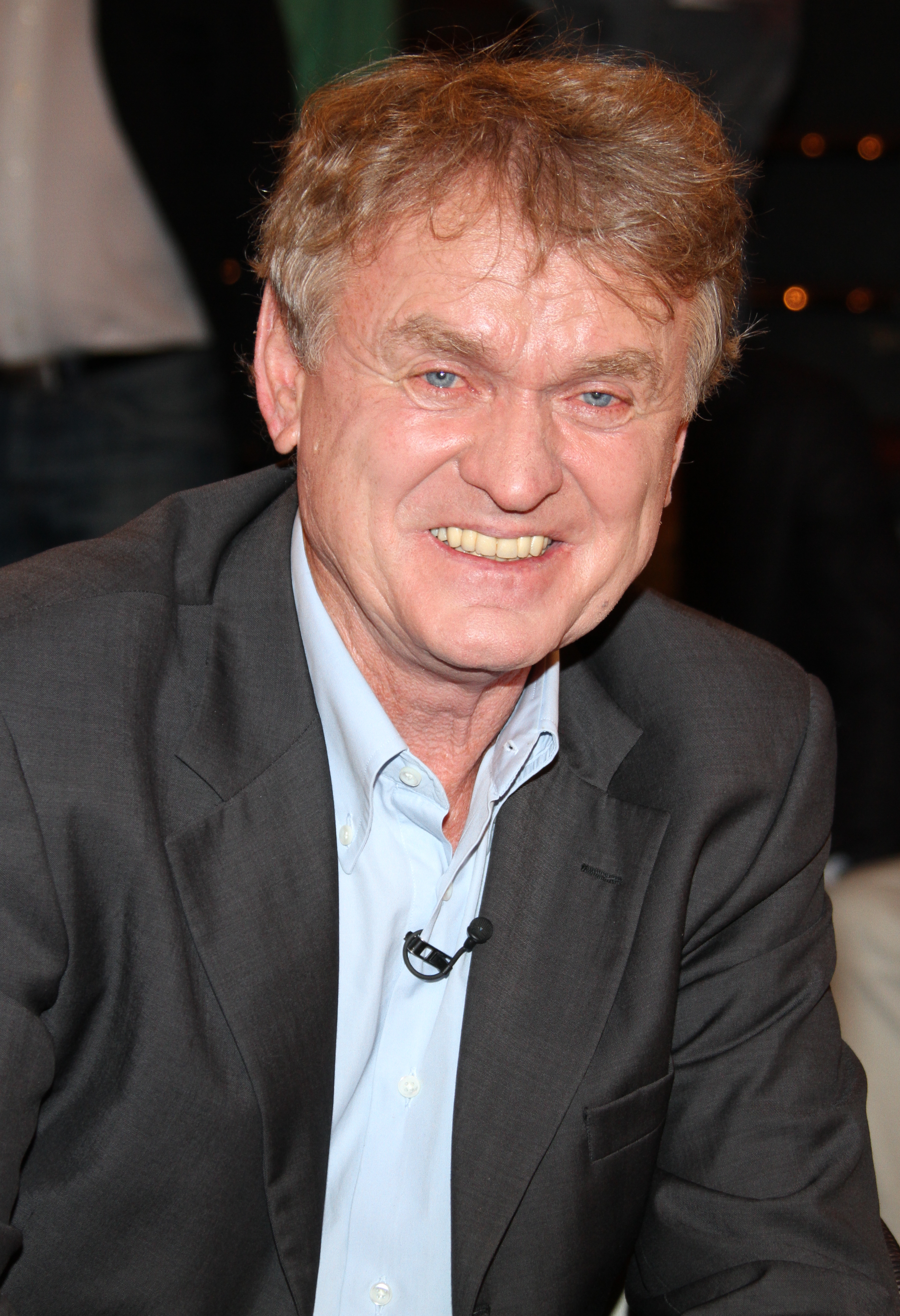
Зепп Маєр — рекордсмен серед воротарів за кількістю нагород (3).

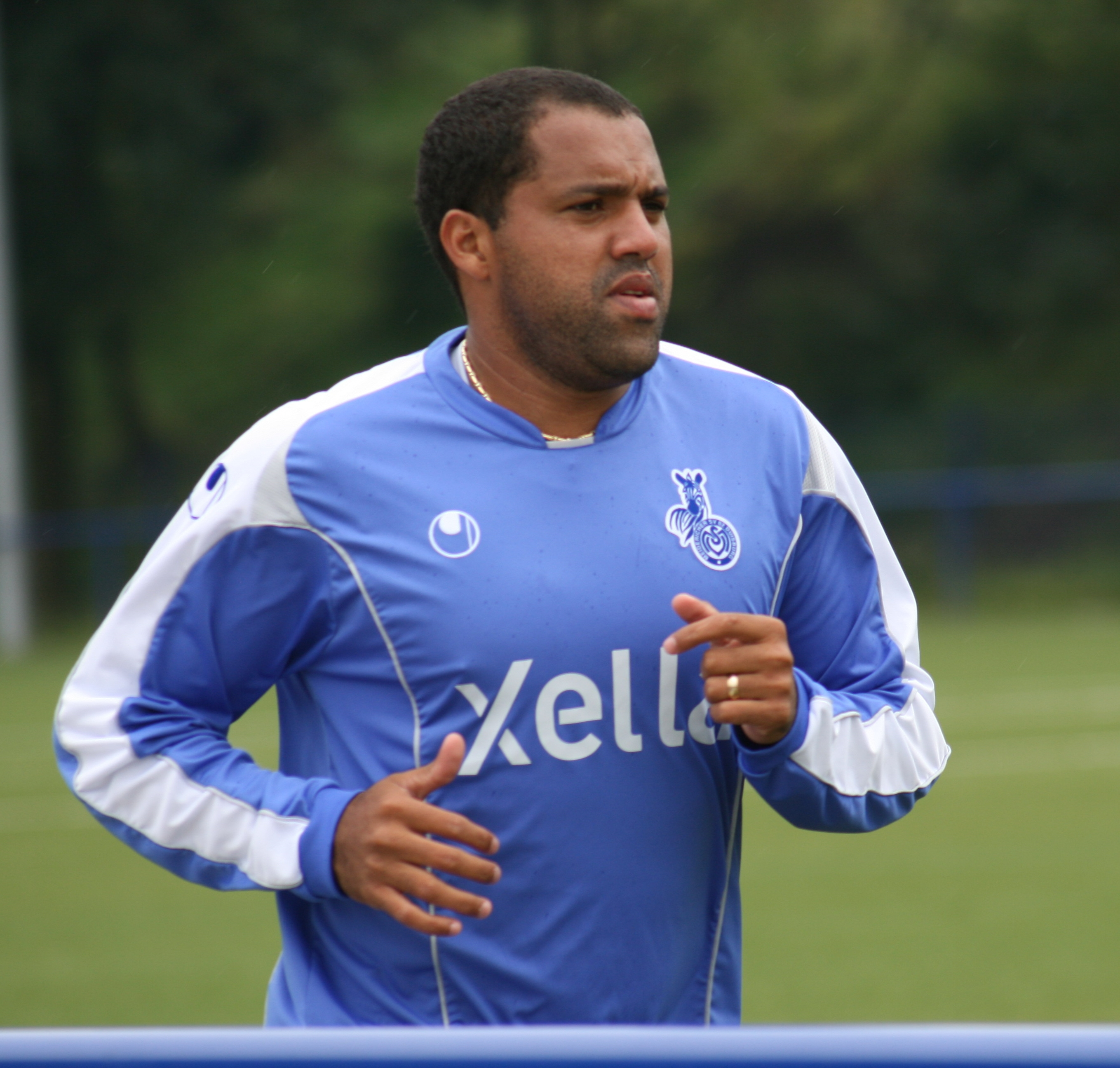
Аїлтон — перший легіонер, що став найкращим футболістом Німеччини.

| Рік  | Ім'я                  | Національність | Клуб                     | Позиція     |
| ---- | --------------------- | -------------- | ------------------------ | ----------- |
| 1960 | Уве Зеелер            | Німеччина      | Гамбург                  | Нападник    |
| 1961 | Макс Морлок           | Німеччина      | Нюрнберг                 | Нападник    |
| 1962 | Карл-Гайнц Шнеллінгер | Німеччина      | Кельн                    | Захисник    |
| 1963 | Ганс Шефер            | Німеччина      | Кельн                    | Півзахисник |
| 1964 | Уве Зеелер (2)        | Німеччина      | Гамбург                  | Нападник    |
| 1965 | Ганс Тільковскі       | Німеччина      | Боруссія (Дортмунд)      | Воротар     |
| 1966 | Франц Бекенбауер      | Німеччина      | Баварія (Мюнхен)         | Півзахисник |
| 1967 | Герд Мюллер           | Німеччина      | Баварія (Мюнхен)         | Нападник    |
| 1968 | Франц Бекенбауер (2)  | Німеччина      | Баварія (Мюнхен)         | Півзахисник |
| 1969 | Герд Мюллер (2)       | Німеччина      | Баварія (Мюнхен)         | Нападник    |
| 1970 | Уве Зеелер (3)        | Німеччина      | Гамбург                  | Нападник    |
| 1971 | Берті Фогтс           | Німеччина      | Боруссія (Менхенгладбах) | Захисник    |
| 1972 | Гюнтер Нетцер         | Німеччина      | Боруссія (Менхенгладбах) | Півзахисник |
| 1973 | Гюнтер Нетцер (2)     | Німеччина      | Боруссія (Менхенгладбах) | Півзахисник |
| 1974 | Франц Бекенбауер (3)  | Німеччина      | Баварія (Мюнхен)         | Захисник    |
| 1975 | Зепп Маєр             | Німеччина      | Баварія (Мюнхен)         | Воротар     |
| 1976 | Франц Бекенбауер (4)  | Німеччина      | Баварія (Мюнхен)         | Захисник    |
| 1977 | Зепп Маєр (2)         | Німеччина      | Баварія (Мюнхен)         | Воротар     |
| 1978 | Зепп Маєр (3)         | Німеччина      | Баварія (Мюнхен)         | Воротар     |
| 1979 | Берті Фогтс (2)       | Німеччина      | Боруссія (Менхенгладбах) | Захисник    |
| 1980 | Карл-Гайнц Румменігге | Німеччина      | Баварія (Мюнхен)         | Нападник    |
| 1981 | Пауль Брайтнер        | Німеччина      | Баварія (Мюнхен)         | Півзахисник |
| 1982 | Карл-Гайнц Ферстер    | Німеччина      | Штутгарт                 | Захисник    |
| 1983 | Руді Феллер           | Німеччина      | Вердер                   | Нападник    |
| 1984 | Гаральд Шумахер       | Німеччина      | Кельн                    | Воротар     |
| 1985 | Ганс-Петер Брігель    | Німеччина      | Верона                   | Захисник    |
| 1986 | Гаральд Шумахер (2)   | Німеччина      | Кельн                    | Воротар     |
| 1987 | Уве Ран               | Німеччина      | Боруссія (Менхенгладбах) | Нападник    |
| 1988 | Юрген Клінсманн       | Німеччина      | Штутгарт                 | Нападник    |
| 1989 | Томас Гесслер         | Німеччина      | Кельн                    | Півзахисник |
| 1990 | Лотар Маттеус         | Німеччина      | Інтернаціонале           | Півзахисник |
| 1991 | Штефан Кунц           | Німеччина      | Кайзерслаутерн           | Нападник    |
| 1992 | Томас Гесслер (2)     | Німеччина      | Рома                     | Півзахисник |
| 1993 | Андреас Кепке         | Німеччина      | Нюрнберг                 | Воротар     |
| 1994 | Юрген Клінсманн (2)   | Німеччина      | Монако                   | Нападник    |
| 1995 | Маттіас Заммер        | Німеччина      | Боруссія (Дортмунд)      | Захисник    |
| 1996 | Маттіас Заммер (2)    | Німеччина      | Боруссія (Дортмунд)      | Захисник    |
| 1997 | Юрген Колер           | Німеччина      | Боруссія (Дортмунд)      | Захисник    |
| 1998 | Олівер Біргофф        | Німеччина      | Удінезе                  | Нападник    |
| 1999 | Лотар Маттеус (2)     | Німеччина      | Баварія (Мюнхен)         | Захисник    |
| 2000 | Олівер Кан            | Німеччина      | Баварія (Мюнхен)         | Воротар     |
| 2001 | Олівер Кан (2)        | Німеччина      | Баварія (Мюнхен)         | Воротар     |
| 2002 | Міхаель Баллак        | Німеччина      | Баєр 04                  | Півзахисник |
| 2003 | Міхаель Баллак (2)    | Німеччина      | Баварія (Мюнхен)         | Півзахисник |
| 2004 | Аїлтон                | Бразилія       | Вердер                   | Нападник    |
| 2005 | Міхаель Баллак (3)    | Німеччина      | Баварія (Мюнхен)         | Півзахисник |
| 2006 | Мірослав Клозе        | Німеччина      | Вердер                   | Нападник    |
| 2007 | Маріо Гомес           | Німеччина      | Штутгарт                 | Нападник    |
| 2008 | Франк Рібері          | Франція        | Баварія (Мюнхен)         | Півзахисник |
| 2009 | Графіте               | Бразилія       | Вольфсбург               | Нападник    |
| 2010 | Ар'єн Роббен          | Нідерланди     | Баварія (Мюнхен)         | Півзахисник |
| 2011 | Мануель Ноєр          | Німеччина      | Шальке 04                | Воротар     |
| 2012 | Марко Ройс            | Німеччина      | Боруссія (Менхенгладбах) | Півзахисник |
| 2013 | Бастіан Швайнштайгер  | Німеччина      | Баварія (Мюнхен)         | Півзахисник |
| 2014 | Мануель Ноєр (2)      | Німеччина      | Баварія (Мюнхен)         | Воротар     |
| 2015 | Кевін Де Брейне       | Бельгія        | Вольфсбург               | Півзахисник |
| 2016 | Жером Боатенг         | Німеччина      | Баварія (Мюнхен)         | Захисник    |
| 2017 | Філіпп Лам            | Німеччина      | Баварія (Мюнхен)         | Захисник    |
| 2018 | Тоні Кроос            | Німеччина      | Реал Мадрид              | Півзахисник |

### Кількоразові луареати

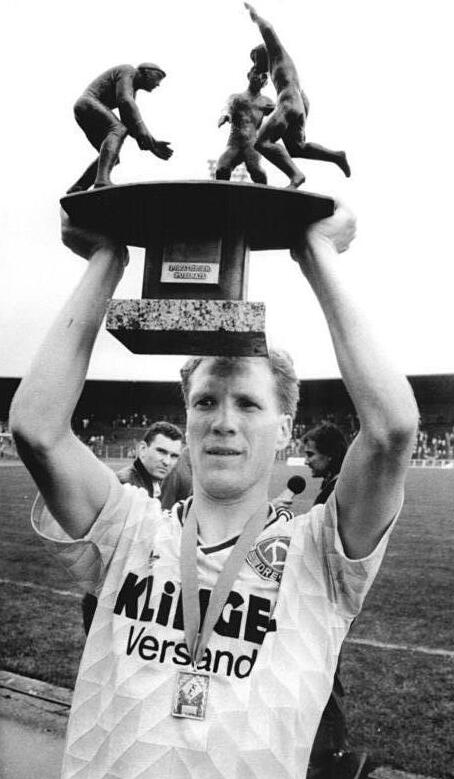
Маттіас Заммер був першим і одним з трьох народжених в НДР гравців, що потім здобув титул найкращого загальнонімецького футболіста.

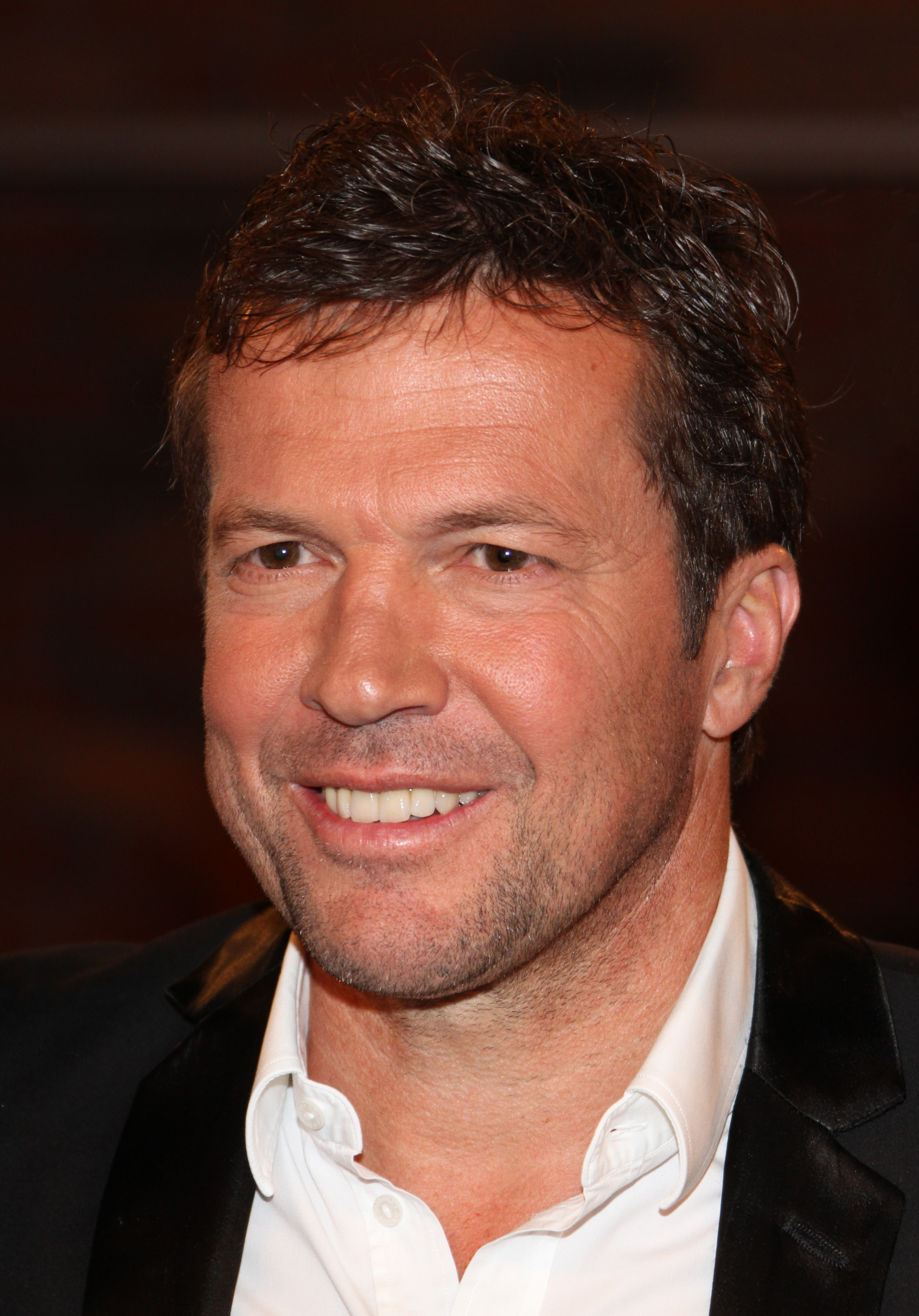
Лотар Маттеус — найстарший гравець, який здобував титул (38 років)

| Platz | Name             | Anzahl | Jahre                  |
| ----- | ---------------- | ------ | ---------------------- |
| 1.    | Франц Бекенбауер | 4      | 1966, 1968, 1974, 1976 |
| 2.    | Міхаель Баллак   | 3      | 2002, 2003, 2005       |
| 2.    | Зепп Маєр        | 3      | 1975, 1977, 1978       |
| 2.    | Уве Зеелер       | 3      | 1960, 1964, 1970       |
| 5.    | Томас Гесслер    | 2      | 1989, 1992             |
| 5.    | Олівер Кан       | 2      | 2000, 2001             |
| 5.    | Юрген Клінсманн  | 2      | 1988, 1994             |
| 5.    | Лотар Маттеус    | 2      | 1990, 1999             |
| 5.    | Герд Мюллер      | 2      | 1967, 1969             |
| 5.    | Гюнтер Нетцер    | 2      | 1972, 1973             |
| 5.    | Мануель Ноєр     | 2      | 2011, 2014             |
| 5.    | Маттіас Заммер   | 2      | 1995, 1996             |
| 5.    | Гаральд Шумахер  | 2      | 1984, 1986             |
| 5.    | Берті Фогтс      | 2      | 1971, 1979             |

## Клуби
| Місце | Клуб                     | Кількість | Років                                                                                    |
| ----- | ------------------------ | --------- | ---------------------------------------------------------------------------------------- |
| 1.    | Баварія                  | 22        | 1966-1969, 1974—1978, 1980—1981, 1999—2001, 2003, 2005, 2008, 2010, 2013—2014, 2016—2017 |
| 2.    | Боруссія (Менхенгладбах) | 6         | 1971-1973, 1979, 1987, 2012                                                              |
| 3.    | Кельн                    | 5         | 1962-1963, 1984, 1986, 1989                                                              |
| 4.    | Боруссія (Дортмунд)      | 4         | 1965, 1995—1997                                                                          |
| 5.    | Вердер                   | 3         | 1983, 2004, 2006                                                                         |
| 5.    | Гамбург                  | 3         | 1960, 1964, 1970                                                                         |
| 5.    | Штутгарт                 | 3         | 1982, 1988, 2007                                                                         |
| 8.    | Нюрнберг                 | 2         | 1961, 1993                                                                               |
| 8.    | Вольфсбург               | 2         | 2009, 2015                                                                               |
| 10.   | Кайзерслаутерн           | 1         | 1991                                                                                     |
| 10.   | Баєр 04                  | 1         | 2002                                                                                     |
| 10.   | Інтернаціонале           | 1         | 1990                                                                                     |
| 10.   | Реал Мадрид              | 1         | 2018                                                                                     |
| 10.   | Монако                   | 1         | 1994                                                                                     |
| 10.   | Рома                     | 1         | 1992                                                                                     |
| 10.   | Шальке 04                | 1         | 2011                                                                                     |
| 10.   | Удінезе                  | 1         | 1998                                                                                     |
| 10.   | Верона                   | 1         | 1985                                                                                     |

## Позиції
| Місце | Позиція     | Кількість |
| ----- | ----------- | --------- |
| 1.    | Півзахисник | 18        |
| 2.    | Нападник    | 17        |
| 3.    | Захисник    | 13        |
| 4.    | Воротар     | 11        |